# Jan Blatný
Jean Blatný, né le 24 mars 1970 à Prostějov, est un homme politique et médecin tchèque.